# Argentinas Grand Prix 1997
Argentinas Grand Prix 1997 var det tredje av 17 lopp ingående i formel 1-VM 1997.

## Resultat
1. Jacques Villeneuve, Williams-Renault, 10 poäng
2. Eddie Irvine, Ferrari, 6
3. Ralf Schumacher, Jordan-Peugeot, 4
4. Johnny Herbert, Sauber-Petronas, 3
5. Mika Häkkinen, McLaren-Mercedes, 2
6. Gerhard Berger, Benetton-Renault, 1
7. Jean Alesi, Benetton-Renault
8. Mika Salo, Tyrrell-Ford
9. Jarno Trulli, Minardi-Hart
10. Jan Magnussen, Stewart-Ford

### Förare som bröt loppet
- Nicola Larini, Sauber-Petronas (varv 63, snurrade av)
- Pedro Diniz, Arrows-Yamaha (50, motor)
- Shinji Nakano, Prost-Mugen Honda (49, motor)
- Jos Verstappen, Tyrrell-Ford (43, motor)
- Ukyo Katayama, Minardi-Hart (37, snurrade av)
- Damon Hill, Arrows-Yamaha (33, motor)
- Giancarlo Fisichella, Jordan-Peugeot (24, kollision)
- Rubens Barrichello, Stewart-Ford (24, hydraulik)
- Olivier Panis, Prost-Mugen Honda (18, elsystem)
- Heinz-Harald Frentzen, Williams-Renault (5, koppling)
- Michael Schumacher, Ferrari (0, kollision)
- David Coulthard, McLaren-Mercedes (0, kollision)

## VM-ställning
| Förarmästerskapet 1. Jacques Villeneuve, Williams-Renault, 20 2. Gerhard Berger, Benetton-Renault, 10 David Coulthard, McLaren-Mercedes, 10 3. Mika Häkkinen, McLaren-Mercedes, 9 | Konstruktörsmästerskapet 1. Williams-Renault, 20 2. McLaren-Mercedes, 19 3. Ferrari, 14 |